# Felix Bressart
Felix Bressart (* 2. März 1895 in Eydtkuhnen, Ostpreußen; † 17. März 1949 in Los Angeles, Kalifornien) war ein deutscher Schauspieler.

## Leben
Felix Bressart stammte aus einer jüdischen Familie und wurde als Salomon („Sally“) Breslau in Ostpreußen geboren. Er war das älteste von 4 Kindern des Kaufmanns Moritz Breslau (* 1866 Georgenburg; † 1932 Berlin) und dessen Ehefrau Maria, geb. Bade (* 1872 Moskau; † 1964 New York). 1899 übersiedelte die Familie nach Berlin, wo Felix das Französische Gymnasium besuchte. Danach arbeitete er als Korrespondent in einem Exporthaus, besuchte dann aber die neu gegründete „Schauspielschule Maria Moissi“ (Berlin). Bereits nach acht Monaten Schauspielunterricht engagierte ihn der Direktor des Stadttheaters Würzburg, wo er im Herbst 1914 als Malvolio in Was ihr wollt debütierte und ein festes Engagement erhielt. Nach wenigen Monaten unterbrach der Erste Weltkrieg Bressarts Karriere: er wurde von Mai 1915 bis Oktober 1918 als Soldat in Frankreich eingesetzt. Danach fand er zunächst kein neues Engagement. Er unternahm eine Theatertournee durch Bayern, arbeitete 1919/20 am Deutschen Theater in Hannover, ab 1921 am Albert-Theater in Dresden und in der Spielzeit 1924/25 am Wiener Theater in der Josefstadt unter Max Reinhardt. 1925 wechselte er nach Berlin und spielte dort am Komödienhaus unter Victor Barnowsky, wo er im Januar 1929 mit Das Geld auf der Straße seinen Durchbruch feierte. Ab 1932 spielte er am Deutschen Künstlertheater und an der Volksbühne, 1933 im Komödienhaus und am Kabarett der Komiker.
Ab 1928 wirkte er in zahlreichen Filmkomödien mit. Nachdem er in dem Musikfilm Die Drei von der Tankstelle als nicht zu erweichender Gerichtsvollzieher aufgetreten war, erhielt er in der Militärkomödie Drei Tage Mittelarrest die Hauptrolle als Füsilier Nowotni. In Der Herr Bürovorsteher (1931) verkörperte er den pedantischen Bürovorsteher Reißnagel. Bressarts Popularität als Filmschauspieler, gemessen an der Gagenhöhe, bewegte sich 1931 im Bereich von Hans Albers: Konnte Albers für eine Filmserie 60.000 Reichsmark pro Rolle erzielen, waren es 50.000 Reichsmark bei Bressart. Im selben Jahr lehnte Bressart Angebote für sechs nach dem Muster von Drei Tage Mittelarrest und Der Schrecken der Garnison geplante Militärschwänke ab, obwohl ihm 100.000 Reichsmark geboten wurden, weil er an der in seinen Augen „verheerenden Seuche der Militärfilme“ nicht weiter mitwirken wollte.
1932 wurde Bressart neben Lizzi Waldmüller  für eine in Amsterdam, Den Haag und Scheveningen gastierende Revue verpflichtet. Im Sommer 1932 wurde er nach dem Preußenschlag, der zu restriktiven Maßnahmen in der Besetzungspraxis wie etwa dem Abbau ausländischer Schauspieler führte, von der Berliner Filmwirtschaft nicht mehr eingesetzt, Gerüchten zufolge wegen seiner jüdischen Herkunft. Bressart ging nach Wien, wo er am 9. Dezember des Jahres am Deutschen Volkstheater unter der Regie von Herbert Furreg (1897–1958) (Bühne: Alfred Kunz) in Viktor Wittners (1896–1949) Ein Herr Herbst als Gast erfolgreich debütierte. Am 17. Juni 1933 gastierte er am Neuen Deutschen Theater Prag in Fritz Friedmann-Frederichs Hosemanns Söhne („Der Dickkopf“) an der Seite von Adele Sandrock.
Nach Hitlers Machtergreifung 1933 emigrierte er in die Schweiz, von 1934 bis Anfang 1937 nach Wien, wo er wieder im Ensemble der Josefstadt (unter anderem unter Otto Preminger) wirkte, und Budapest. Weitere Stationen waren Amsterdam, Paris und ab Juli 1938 die USA. In Hollywood konnte Bressart sich im Gegensatz zu den meisten Emigranten eine erfolgreiche Filmkarriere aufbauen, er stand als Darsteller von substanziellen Nebenrollen unter Studiovertrag bei MGM. 1939 spielte er eine seiner bedeutendsten Rollen in Ernst Lubitschs Ninotschka als verunsicherter sowjetischer Politkommissar Buljanoff an der Seite von Alexander Granach und Sig Ruman. In den folgenden Jahren trat Bressart noch in zwei weiteren Komödien Lubitschs auf: In Rendezvous nach Ladenschluß (1940) verkörperte er einen nervösen Ladenverkäufer, und in Sein oder Nichtsein (1942) war er als erfolgloser Kleindarsteller zu sehen, der in einer dramatischen Szene den Shylock rezitieren darf. 
Im Januar 1947 stand er in den USA erstmals wieder auf einer Theaterbühne: im Booth Theatre, New York spielte er den Schwarzhandel treibenden Wiener Platschek in The big two, einer Komödie des ungarischen Autorenehepaars Ladislaus Bus-Fekete und Mary Helen Fay.
Im März 1925 heiratete Bressart in Wien Friederike („Friedel“) Lehner (* 23. Juli 1891 Wien; † 13. Februar 1982, Los Angeles). Im November 1944 wurde er amerikanischer Staatsbürger. Bressart wurde in Amerika nach dreijährigem Studium 1944 zum Doktor der Physiotherapie (Pht.D.) und 1945 zum Doktor der Naturheilkunde (N.D.) ernannt und führte neben seiner Schauspielertätigkeit in Beverly Hills eine entsprechende Praxis.
Er starb während der Dreharbeiten zum Film My Friend Irma mit Dean Martin und Jerry Lewis im St. Vincent Hospital, Los Angeles an Leukämie.
Die Grabstätte des Ehepaars Bressart ist auf dem Hollywood Forever Cemetery zu finden (Plains of Abraham, Reihe J, Grab 89).

## Filmografie
- 1928: Liebe im Kuhstall
- 1929: Alte Kleider
- 1930: Es gibt eine Frau, die Dich niemals vergißt
- 1930: Der Sohn der weißen Berge
- 1930: Der Kampf mit dem Drachen
- 1930: Die zärtlichen Verwandten
- 1930: Die Drei von der Tankstelle
- 1930: Der keusche Joseph
- 1930: Das alte Lied
- 1930: Drei Tage Mittelarrest
- 1930: Eine Freundin so goldig wie Du (auch: Anny macht Alles)
- 1931: Die Privatsekretärin
- 1931: Der wahre Jakob
- 1931: Der Schrecken der Garnison
- 1931: Nie wieder Liebe
- 1931: Trara um Liebe
- 1931: Ausflug ins Leben (auch: Hirsekorn greift ein, Hirsekorns Brautfahrt, Die Dame und der Chauffeur)
- 1931: Der Herr Bürovorsteher
- 1932: Holzapfel weiß alles
- 1932: Goldblondes Mädchen, ich schenk’ Dir mein Herz (auch: Der Glückszylinder, Jonathans Glückszylinder)
- 1933: Wie d’Warret würkt
- 1933: C’était un musicien
- 1933: …und wer küßt mich?
- 1934: Salto in die Seligkeit
- 1934: Peter, das Mädchen von der Tankstelle (Peter)
- 1934: Alles für die Firma
- 1935: Ball im Savoy
- 1935: 4½ Musketiere
- 1936: Heut’ ist der schönste Tag in meinem Leben
- 1939: Three Smart Girls Grow Up
- 1939: Bridal Suite
- 1939: Ninotschka (Ninotchka)
- 1939: Swanee River
- 1940: Rendezvous nach Ladenschluß (The Shop Around the Corner)
- 1940: Ein Nachtclub für Sarah Jane (It All Came True)
- 1940: Der große Edison (Edison, the Man)
- 1940: Third Finger, Left Hand
- 1940: Escape
- 1940: Bitter Sweet
- 1940: Comrade X
- 1941: Mädchen im Rampenlicht (Ziegfeld Girl)
- 1941: Blüten im Staub (Blossoms in the Dust)
- 1941: Married Bachelor
- 1941: Papa braucht eine Frau (Kathleen)
- 1942: Mr. and Mrs. North
- 1942: Sein oder Nichtsein (To Be or Not To Be)
- 1942: Crossroads
- 1942: Iceland
- 1942: Isle of Missing Men
- 1943: Three Hearts for Julia
- 1943: Gefährliche Flitterwochen (Above Suspicion)
- 1943: Song of Russia
- 1944: Das siebte Kreuz (The Seventh Cross)
- 1944: Blonde Fever
- 1944: Greenwich Village
- 1945: Zu klug für die Liebe (Without Love)
- 1945: Gefährliche Partnerschaft (Dangerous Partners)
- 1946: Ding Dong Williams
- 1946: Ich hab dich immer geliebt (I’ve Always Loved You)
- 1946: Sambafieber (The Thrill of Brazil)
- 1946: Her Sister’s Secret
- 1948: Jenny (Portrait of Jenny)
- 1948: Die tollkühne Rettung der Gangsterbraut Honey Swanson (A Song Is Born)
- 1949: Take One False Step

## Theater
- 1928: Bruno Frank: Perlenkomödie (Detektiv) – Regie: Erich Pabst (Komödienhaus Berlin)
- 1929: Rudolf Bernauer, Rudolf Österreicher: Das Geld auf der Straße (Onkel) – Regie: Rudolf Bernauer (Komödienhaus Berlin)
- 1929: Richard Duschinsky: Die Stempelbrüder – Regie: Gustav Hartung (Renaissance-Theater Berlin)
- 1929: Maxwell Anderson, Laurence Stallings: Rivalen – Regie: Erwin Piscator (Komödienhaus Berlin)
- 1929: Julius Berstl: Scribbys Suppen sind die besten – Regie: Fritz Wendhausen (Komödienhaus Berlin)
- 1930: Walter Hasenclever: Napoleon greift ein – Regie: Victor Barnowsky (Theater in der Stresemannstraße)
- 1932: Gustav Freytag: Die Journalisten – Regie: Heinz Hilpert (Deutsches Theater Berlin)
- 1933: Ludwig Hirschfeld, Rudolf Österreicher: Auslandsreise – Regie: ? (Berliner Theater)

## Tondokumente
- Potpourri aus der Operette “Meine Schwester und ich”. Text und Musik: Ralph Benatzky. Mit Felix Bressart, Liane Haid, Oskar Karlweis, Margarete Schlegel und der Lewis Ruth Band. Teil I und II. Electrola E.H. 501, HMV A.N. 534 (mx. CLR 6384-II, 6385-II), aufgenommen in Berlin, Beethoven-Saal, 22. Mai 1930[23]

- Der Herr Bürovorsteher telephoniert. Lustige Szene aus dem Tonfilm 'Der Herr Bürovorsteher' (auch: ‘Konto X’). Text von Charlie Roellinghoff und Felix Bressart. Mit Felix Bressart. Parlophon B 48 073-I (mx. 133.211), aufgenommen in Berlin, Lindström-Studio 1, 7. September 1931[24]

- Felix Bressart auf der Polizei. Humoristische Szene. Text von Roellinghoff und Bressart. Mit: Felix Bressart und Charlie Roellinghoff. Parlophon B 48 073-II (mx. 133.212), aufgenommen in Berlin, Lindström-Studio 1,  7. September 1931[25]

- Meine Liebe blüht alle Jahre auf’s Neu! Walzerlied aus dem Tonfilm ‘Holzapfel weiß alles’. Musik: Hans J. Salter. Text: Charlie Roellinghoff. Felix Bressart mit Paul-Godwin-Orchester und Instrumental-Effekten. Grammophon 24 537-A (mx. 4679 ½ BD III), aufgenommen in Berlin, Schumann-Saal, ca. März 1932[26]

- Goldblondes Kätchen. Foxtrot aus dem Tonfilm ‘Der Glückszylinder’ (auch: ‚Goldblondes Mädchen, ich schenk Dir mein Herz’). Musik: Bruno Granichstaedten. Text: Rudolf Bernauer. Felix Bressart mit Paul Godwin-Orchester. Grammophon 24 537-B (mx. 4680 ½ BD III), aufgenommen in Berlin, Schumann-Saal, ca. März 1932[27]